# Recreation (アルバム)
『Recreation』（レクリエイション）は、Janne Da ArcのボーカリストyasuによるソロプロジェクトAcid Black Cherryのカバーアルバム。2008年5月21日発売。

## 内容
- シングルのカップリングとして収録されたカバー曲4曲を含む10曲を収録。
- DVD付限定盤と、通常盤を同時に発売。DVDには「恋一夜」のPV及びオフショットを収録。
- 2025年1月27日には、Acid Black Cherryのプロデューサーである菊池真太郎が立ち上げたレーベル「LtOVES」への移籍に伴い、『PARADE II 〜RESPECTIVE TRACKS OF BUCK-TICK〜』に提供した「ROMANESQUE」のカバーを追加し、全曲リミックス・リマスタリングを施した「Recreation 1」として再リリース[1]。

## 収録曲

### 2008年オリジナル盤
1. 恋一夜
  - 工藤静香が1988年に発表した楽曲。『冬の幻』のカップリング曲。
2. スローモーション
  - 中森明菜が1982年に発表した楽曲。
3. あなた
  - 小坂明子が1973年に発表した楽曲。
4. シャイニン・オン君が哀しい
  - LOOKが1985年に発表した楽曲。『SPELL MAGIC』のカップリング曲。
5. モノクローム・ヴィーナス
  - 池田聡が1986年に発表した楽曲。
6. 異邦人
  - 久保田早紀が1979年に発表した楽曲。『愛してない』のカップリング曲。
7. 心の色
  - 中村雅俊が1981年に発表した楽曲。
8. 待つわ
  - あみんが1982年に発表した楽曲。
9. 初恋
  - 村下孝蔵が1983年に発表した楽曲。『Black Cherry』のカップリング曲。
10. BEAUTIFUL NAME
  - ゴダイゴが1979年に発表した楽曲。

### 2025年再発盤（『Recreation 1』）
1. ROMANESQUE
  - BUCK-TICKが1988年に発表した楽曲。『PARADE II 〜RESPECTIVE TRACKS OF BUCK-TICK〜』収録。
  - 本作には、シンセサイザーアレンジ＆プログラミングとしてLedaが参加した、新アレンジでの収録[1]。
2. 恋一夜
3. スローモーション
4. あなた
5. シャイニン・オン君が哀しい
6. モノクローム・ヴィーナス
7. 異邦人
8. 心の色
9. 待つわ
10. 初恋
11. BEAUTIFUL NAME